# День Мадейры
День Мадейры (порт. Dia da Madeira) празднуется на Мадейре 1 июля в честь дня, когда Португалия предоставила автономию Мадейре. Хотя это единственный официальный праздник на Мадейре, жители острова и португальские иммигранты по всему миру празднуют его.